# Alerta Machitroll

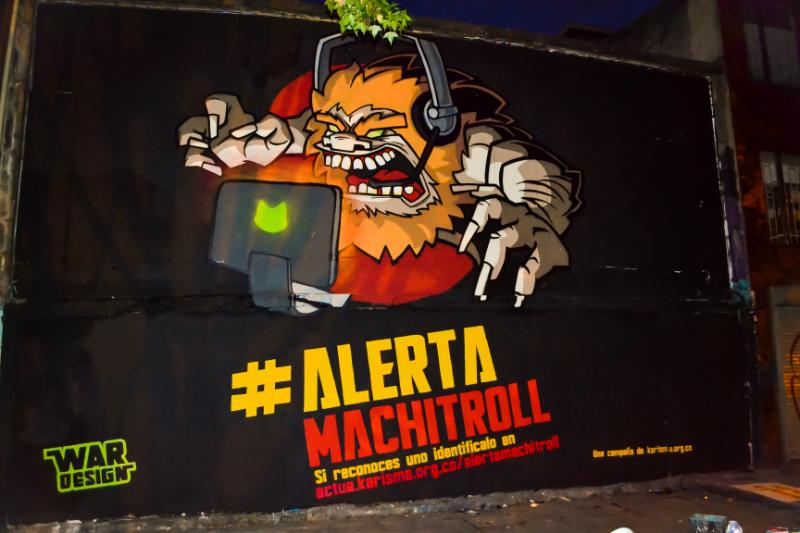
Foto de grafiti de la campaña de Alerta Machitroll en Bogotá, Colombia. Diseño y trabajo de War Design.

Alerta Machitroll es una campaña digital lanzada en Colombia en 2015 con motivo de los 16 días de activismo contra la violencia hacia las mujeres con el objetivo de generar reflexión sobre la violencia que sufren las mujeres en entornos digitales. La campaña, desarrollada por la Fundación Karisma, organización especialista en “tecnología para el desarrollo” y derechos humanos, quiere utilizar el humor para identificar comportamientos que atentan contra los derechos de las mujeres a expresarse y compartir opiniones en internet, para ello ha desarrollado una herramienta que posibilita intervenir imágenes para insertar uno de dos tipos de sello de "certificación machitroll" —incurable o rescatable— en aquellos comentarios públicos misóginos, machistas o sexistas que pueden encontrarse en foros digitales. La campaña fue desarrollada como parte del proyecto Women’s Rights Online, de la World Wide Web Foundation.

## Contexto
Alerta Machitroll surge como resultado de un diagnóstico realizado con mujeres periodistas y comunicadoras en Colombia, uno de los grupos de mujeres más expuestos a ataques digitales en este país. Tras identificar los tipos de violencias digitales que reciben y sus consecuencias, se desarrolló esta campaña como una forma de suscitar un contradiscurso no violento que genere una reflexión social sobre la violencia digital contra las mujeres. 

## Herramientas
La campaña cuenta con una herramienta tecnológica que permite que cualquier persona que encuentre un comentario público que considere misógino, machista o sexista lo certifique con los siguientes sellos: Machitroll Incurable o Machitroll Rescatable, y provea más contexto sobre el artículo que lo motivó y por qué merece llevar el sello. También ofrece la posibilidad de dar más contexto sobre el comentario respondiendo dos preguntas: el comentario, columna de opinión o artículo que generó el ataque y la razón por la que se considera que el comentario amerita llevar un "sello machitroll".  Los comentarios certificados quedan recogidos en la página web de la propia campaña. También se pueden compartir en redes sociales con el hashtag #AlertaMachitroll.

### Funcionamiento técnico
El componente tecnológico de esta campaña es el generador de alertas o de sellos machitroll. Con este generador, cualquier persona puede ‘certificar’ o insertar uno de los sellos machitroll —incurable o rescatable— en la captura de pantalla que hizo del comentario público misógino, machista o sexista.
El desarrollo del generador de alertas utiliza una personalización de MILFS, una aplicación web de software libre basada en PHP 5.5+ y MySQL 5.4+ diseñada para capturar y procesar datos de forma ágil. El código fuente puede consultarse en GitHub. MILFS se ofrece con una licencia GPLv3.
Dado que el generador de alertas ha sido un desarrollo abierto que consigue la captura de datos con un formulario, crea una aplicación que posibilita intervenir imágenes y la agregación de información de contexto.  La entrada generada se almacena siguiendo las especificaciones de una plataforma de datos abiertos para ser consultada y consumida a través de una API, lo que faculta tener control sobre cada entrada particular.

## Reconocimientos
Alerta Machitroll fue ganadora de la "Mejor campaña de construcción ciudadana" en lo mejor del infoactivismo LATAM 2015 de SocialTIC. Por otra parte, IFEX ha reconocido la campaña como una iniciativa que busca mejorar la vida de las mujeres en sus interacciones en los espacios digitales. También ha sido reseñada como una forma de resistencia contra el acoso en línea hacia las mujeres.